# (297) Caecilia
(297) Caecilia es un asteroide perteneciente al cinturón de asteroides descubierto el 9 de septiembre de 1890 por Auguste Honoré Charlois desde el observatorio de Niza, Francia.
Se desconoce la razón del nombre.